# 蒼空はるか
蒼空 はるか（あおぞら はるか）は、一個人が非公式に栃木県宇都宮市の産業をプロモーションする活動を行っているキャラクター。篠原直人が主宰する「アトリエ空のカケラ」によって制作された。同名の漫画作品 の主人公でもある。
以前は宇都宮市から協力や許諾を得ているとして、公認ご当地キャラクターであるかのような運営を行っていた。しかし2023年8月24日、宇都宮市は市との関係を誤認させるものとして同市公式ウェブサイトで注意を喚起し、協力の事実を否定した。これを受けて、SNS掲載のイラストから一部のキャプションが削除され、アカウント名の表記も「蒼空はるか 栃木県宇都宮市ご当地PRキャラクター（非公式）」と変更された（詳細は後述）。

## 概要
高校に通う女の子であり、明るくて元気な性格をしている。学友の「氏家さくら」、「市貝みさき」、「渡良瀬あやか」、「壬生つばさ」と共に、裏山の洞窟で発見された四式戦闘機の修復を試みている。
蒼空はるかは2017年1月15日に制作され、同年9月17日に新しいデザインが公開された（現在のSNS等で使われているものとは異なる）。2018年7月12日には、JR雀宮駅にポスターを掲示している。
2023年、X上で、芳賀・宇都宮LRTのPRなどを行った。インターネット上での活動の他、佐藤ヤス作画による漫画作品も発売されている。キャラクターソング『コンタクト!』が発売された際の声優は澤崎柚希が担当した。 水着やセーラー服姿になることもある。

## 宇都宮市とのトラブル
2023年8月21日、宇都宮ライトレール宇都宮芳賀ライトレール線の開通（8月26日）に先立って、蒼空はるかと他の4人のメンバーの背景に宇都宮名所である餃子像や同線の列車などをあしらったイラストが、「蒼空はるか 宇都宮市産業PRキャラクター」のSNSアカウントに投稿された。このイラストには「宇都宮市産業インフラPRキャラクター 蒼空はるか」「協力　宇都宮市総合政策部広報広聴課」「原作　アトリエ空のカケラ」「キャラクターイラスト　一葵さやか」「当該コンテンツは宇都宮市の許諾を得た上で民間有志によって非営利運営されています」との説明文が入っていた。
この投稿が注目を集め、宇都宮市への問い合わせがあったことから、問題が表面化した。宇都宮市は、8月24日、「蒼空はるか」は市の公式キャラクターではなく、イラスト、コンテンツ等全ての情報発信に関して市は協力していないとの見解 を示して注意を呼び掛けた。また蒼空はるかアカウント運営者に対しては、市公認でないことを表記することと、「宇都宮市産業PRキャラクター」等の市公認と誤認させるような記載の変更などを要求した。宇都宮市側は、この事件が起きるまで、「蒼空はるか」の存在を把握していなかったという。これに対し、企画を運営しているデザイン事務所「アトリエ空のカケラ」は、宇都宮市広報広聴課に持ち込んで承諾と協力を得たのは事実であると反論した ものの、同アカウント運営者と市との間で公式に協力関係を結んだという記録は存在していない。
結局、8月27日に、アカウントの表記は「蒼空はるか 栃木県宇都宮市ご当地PRキャラクター（非公式）」と変更された。また、当該の投稿はいったん削除されたうえで、問題となった説明をすべて削除して再投稿された。この名称変更・再投稿について、宇都宮市側は、市の立場を「全面的にご理解いただいた」とした。一方、「アトリエ空のカケラ」を主宰する篠原直人は、「宇都宮市側の主張には矛盾もありましたが、宇都宮市の立場もありますので、私の主張の一切を取り下げて、譲歩する形で良好な関係を築いていくことを決めました」とした。また、篠原によれば、この交渉の際には、市側から「宇都宮市が公に関わった事実を取り下げてくれれば、応援してくれるのは自由で、有難い」「絵柄もすごく良いと思いますし、全く問題ない」とのコメントがあったという。
蒼空はるかが「宇都宮市産業PRキャラクター」「宇都宮市産業インフラPRキャラクター」を名乗っていた時期に、自らに関連する商品以外の栃木県宇都宮市の産業あるいは産業インフラについてPRを行った事例は、上記の宇都宮ライトレール宇都宮芳賀ライトレール線に関する投稿以外には確認されていない。

## 作品

### 書籍
- 蒼空はるか〈1〉（2019年11月1日発売 アトリエ空のカケラ）著：佐藤 ヤス、篠原 直人 [17]
- 蒼空はるか〈2〉（2019年11月1日発売 アトリエ空のカケラ）著：佐藤 ヤス、篠原 直人 [18]
- 蒼空はるか ファンブック（2020年1月1日発売 姿川出版）著：桜井あやの ほか [19]

### CD
- コンタクト！（2020年10月22日発売 空のカケラ）『蒼空はるかwith空色パレット』として[6][20]